# Sidney Lanier

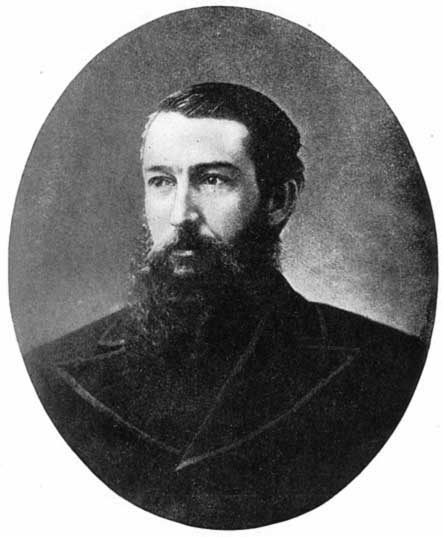
Sidney Lanier

Sidney Clopton Lanier was een Amerikaans musicus, dichter en schrijver. Hij diende in het leger van de Geconfedereerde Staten van Amerika, werkte op een schip dat de havenblokkades van het Anacondaplan omzeilde, gaf les, werkte bij een hotel waar hij muzikale voordrachten gaf, beoefende het beroep van kerkorganist, en hij werkte als advocaat. Daarnaast was hij fluitist en verkocht hij gedichten aan allerhande tijdschriften. Uiteindelijk werd hij aangesteld als professor aan de Johns Hopkins-universiteit in Baltimore. Daar werd hij bekend door gedichten op muziek te zetten. Een aantal scholen, gebouwen en twee meren zijn naar hem vernoemd.

## Levensloop
Sidney Clopton Lanier werd geboren op 3 februari 1842 in Macon in de Amerikaanse staat Georgia. Zijn ouders waren Robert Sampson Lanier en Mary Jane Anderson. Hijzelf en zijn familie waren voornamelijk van Engelse afkomst. Zijn voorouders waren van oorsprong Franse Hugenoten, die in de 16e eeuw naar Engeland vluchtten om te ontsnappen aan de religieuze vervolgingen van Hugenoten in Frankrijk. Van jongs af aan speelde hij fluit, en zijn liefde voor dit instrument is nooit verdwenen in de verdere rest van zijn leven. Hij studeerde aan de Oglethorpe University, die zich toentertijd nog bevond nabij Milledgeville in Georgia, en hij was lid van de studentenvereniging Sigma Alpha Epsilon. Hij behaalde de hoogste academische resultaten van zijn jaargang in zijn afstudeerjaar, kort waarna de Amerikaanse Burgeroorlog uitbrak.
Hij vocht in de Amerikaanse Burgeroorlog (1861-65), voornamelijk in de regio Tidewater in oostelijk Virginia, waar hij dienstdeed in het signal corps van het leger van de Geconfedereerden. Hierna deed hij samen met zijn broer Clifford dienst als stuurman aan boord van Britse schepen die de blokkade van Geconfedereerde havens (welke geblokkeerd werden door Noordelijke troepen als onderdeel van het Anacondaplan) omzeilden. Op een van deze scheepsreizen werd zijn schip geënterd door Noordelijke troepen. Hij sloeg het advies van de Britse officiers aan boord van zijn eigen schip om een van hun uniformen aan te trekken in de wind, waarna hij dan ook onmiddellijk gevangengenomen werd door de zojuist geënterde Noordelijke troepen. Hij werd gevangengezet in een militaire gevangenis te Point Lookout in Maryland, waar hij tuberculose opliep (wat toentertijd bekendstond als "consumption"). Hij leed de rest van zijn leven aan deze ziekte, die toentertijd ongeneeslijk en meestal dodelijk was.

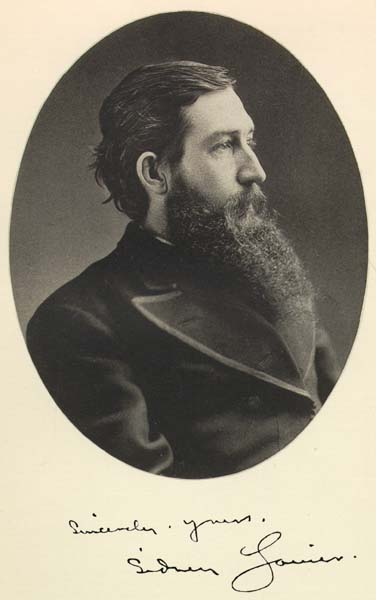
Sidney Lanier

Na het einde van de Amerikaanse Burgeroorlog werkte hij voor korte tijd als leraar, waarna hij naar Montgomery in Alabama verhuisde. Hij werkte daar als klerk bij The Exchange Hotel, waar hij ook optrad als muzikant. Hij speelde orgel by The First Presbyterian Church in het nabijgelegen Prattville. Tijdens zijn verblijf in Alabama schreef hij de roman "Tiger Lilies" (1867). Deze roman is gedeeltelijk autobiografisch, en beschrijft zijn verblijf in 1860 in het hotel van zijn grootvader in Montvale Springs nabij Knoxville. In 1867 verhuisde hij naar Prattville, toentertijd nog een klein stadje iets ten noorden van Montgomery, waar hij lesgaf en dienstdeed als schoolhoofd.
Hij trouwde met Mary Day (eveneens in Macon geboren) in 1867 en verhuisde terug naar zijn geboorteplaats, waar hij werk vond in het rechtskantoor van zijn vader. Na het behalen van zijn advocaatsexamen werkte Lanier een aantal jaar als advocaat. Gedurende deze tijd schreef hij een aantal gedichten waarin gebruik wordt gemaakt van de platte dialecten van zowel de zwarte als de blanke onderklasse. Deze gedichten gaan over het leven van zwarte en blanke boeren ten tijde van de Reconstructie. Ook reisde hij vele malen door de zuidelijke en oostelijke delen van de Verenigde Staten, op zoek naar een genezingswijze voor zijn tuberculose. Tijdens een van deze reizen in Texas herontdekte hij zijn oorspronkelijke, autodidactische fluitspeeltalent, en hij besloot om naar het noordoosten van de Verenigde Staten te trekken, hopend dat hij daar werk kon vinden als muzikant in een orkest. Na tevergeefs werk te hebben gezocht in New York, Philadelphia en Boston, reisde hij af naar Baltimore, waar hij als fluitspeler werk vond bij The Peabody Orchestra, kort nadat dit orkest gesticht was. Hij leerde zichzelf muzieknotatie aan en werd al snel aangesteld als eerste fluitist. Hij werd hier beroemd met het spelen van het door hemzelf geschreven stuk "Black Birds", een stuk dat gebaseerd is op de zang van merels.
Om in het levensonderhoud van Mary en hun drie zonen te voorzien, schreef hij gedichten voor tijdschriften. Zijn meest bekende gedichten zijn "Corn" (1875), "The Symphony" (1875), "Centennial Meditation" (1876), "The Song of the Chattahoochee" (1877), "The Marshes of Glynn", (1878) en "Sunrise" (1881). De laatstgenoemde twee gedichten in deze opsomming worden over het algemeen gezien als zijn beste werk. Ze zijn onderdeel van een onafgemaakte reeks lyrische gedichten over de natuur die bekendstaan als de "Hymns of the Marshes", een verwijzing naar de uitgestrekte zoutwatermoerassen van Glynn County aan de kust van Georgia. (De langste brug in Georgia bevindt zich in Glynn County en is vernoemd naar Lanier)

### Latere leven
Op latere leeftijd studeerde hij aan de Johns Hopkins University in Baltimore, waarna hij docent en vervolgens faculteitslid werd van diezelfde universiteit. Aan de Johns Hopkins University richtte hij zich toe op het werk van de Britse schrijvers William Shakespeare, verscheidene andere sonnettenschrijvers uit die tijd, Geoffrey Chaucer en een aantal Oudengelse dichters. Hij gaf een reeks voordrachten uit in boekvorm, met als titel "The English Novel" (dat postuum in 1883 werd uitgegeven), en een boek genaamd "The Science of English Verse" (1880), waarin hij een nieuwe stelling onderzocht en ontwikkelde over het verband tussen muzieknotatie en versmaat in de dichtkunst.

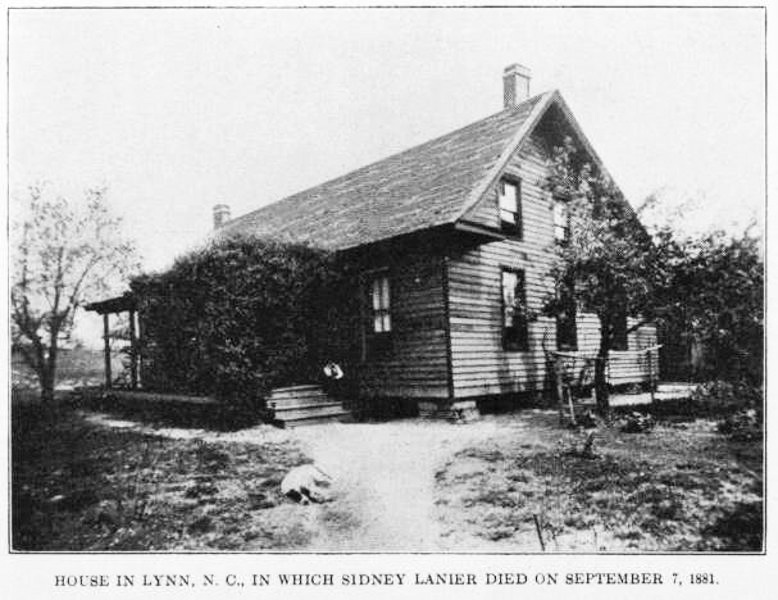
Het huis waarin Lanier overleed.

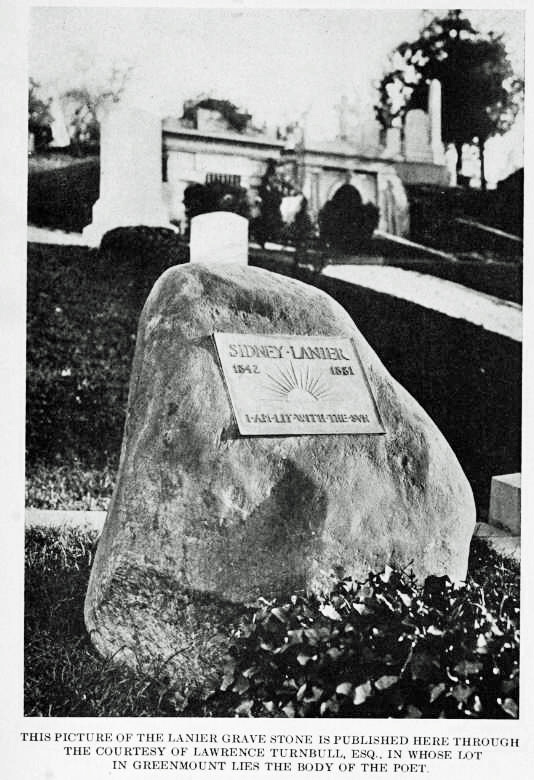
Gedenksteen voor Lanier.

Lanier overleed uiteindelijk aan de gevolgen van tuberculose op 7 september 1881, toen hij met zijn gezin aan het aansterken was in de omgeving van Lynn in North Carolina. Hij werd 39. Lanier is begraven in de Green Mount Cemetery in Baltimore.

## Schrijfstijl en literaire beschouwing
Lanier wordt omschreven als een zeer kundig dichter die erg onderlegd was in versmaten. Hij voegde in zijn werk muzieknotatie en versmaat samen. Lanier maakte in zijn werk gebruik van een door hem ontwikkeld logaoëdisch metrum, een versmaat waar dactyli en trocheeën steeds tezamen binnen een enkele regel worden gebruikt en afgewisseld, wat tot een op proza lijkend ritme oplevert. Hij werd hierbij sterk beïnvloed door uit Engeland afkomstige dichters, die hij zeer bewonderde. Een aantal van zijn meest bekende gedichten zijn in deze versmaat geschreven, waaronder "Revenge of Hamish" (1878), "The Marshes of Glynn" en "Sunrise". Lanier legde veel nadruk op een vrije, prozaïsche manier van dichten, die hem bewondering opleverde van Henry Wadsworth Longfellow, Bayard Taylor, Charlotte Cushman en andere bekende dichters en recensenten uit zijn tijd. Gelijktijdig met Lanier werd door de dichter Gerard Manley Hopkins eenzelfde soort versmaat ontwikkeld, maar het is niet waarschijnlijk dat de twee dichters elkaar kenden of elkaars werk hadden gelezen.
Lanier schreef een aantal essays over verscheidene literaire en muziektheoretische onderwerpen. Daarnaast paste hij eerder verschenen boeken over hoffelijkheid en ridderkrijgskunst aan tot een noemenswaardige reeks van vier in gemoderniseerde taal geschreven literaire werkjes, gericht op jongeren:
- "The Boy's Froissart" (1878), een hervertelling van Jean Froissart's "Froissart's Chronicles", welke vertellen over avontuur, strijd en gewoontes in het middeleeuwse Engeland, Spanje en Frankrijk.
- "The Boy's King Arthur" (1880), gebaseerd op Sir Thomas Malory's verzameling van legenden over Koning Arthur en de Ridders van de Ronde Tafel.
- "The Boy's Mabinogion" (1881), gebaseerd op de vroege Welshe legenden over King Arthur zoals opgetekend in de "Red Book of Hergest".
- "The Boy's Percy" (na Lanier's dood uitgegeven in 1882), bestaand uit oude ballades over oorlog, avontuur en liefde, gebaseerd op Thomas Percy's "Reliques of Ancient English Poetry"

Tevens schreef hij twee reisverhalen die wijd en zijd werden gelezen ten tijde van hun uitgifte, genaamd "Florida: It's Scenery, Climate and History" (1875) en "Sketches of India" (1876), dat hij zelf nooit bezocht heeft.

## Nalatenschap en eerbetonen

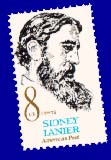
Sidney Lanier op een Amerikaanse postzegel uit 1972.

De Sidney Lanier Cottage in Macon in Georgia staat op de National Register of Historic Places, de monumentenlijst van de federale overheid van de Verenigde Staten. De vierkanten, stenen gedenkplaat Monument to Poets of Georgia, gelegen tussen 7th en 8th Street in Augusta, eert Lanier als een van de vier meest vooraanstaande dichters uit Georgia. De andere drie dichters op dit monument zijn James Ryder Randall, Fr. Abram Ryan, en Paul Hayne. Alle vier deze dichters dienden op enig moment in het Geconfedereerde leger. De zuidoostelijke kant van dit monument draagt het opschrift:
"To Sidney Lanier 1842–1880. The catholic man who hath nightly won God out of knowledge and good out of infinite pain and sight out of Blindness and Purity out of stain."
In Baltimore staat een groot en in detail uitgewerkt beeldhouwwerk in brons en graniet, gemaakt door Hans K. Schuler. Het bevindt zich op de campus van de Johns Hopkins University. Benevens dit beeldhouwwerk is er ook een beeld van Lanier op de West Campus van de Duke University in Durham in North Carolina. Dit beeld bevindt zich in de iconische Duke Chapel, die werd gebouwd tussen 1930 en 1935, en het staat naast de beelden van twee andere prominente historische figuren uit de zuidelijke regio van de Verenigde Staten, Thomas Jefferson en Robert E. Lee. Dit beeld, dat Lanier ouder afbeeldt dan de 39 jaar die hij in werkelijkheid heeft geleefd, bevindt zich aan de rechterkant van de portico die naar de narthex van de kapel leidt. Het beeld is ook prominent aanwezig op de kaft van de in 2010 verschenen autobiografie van Stanley Hauerwas, een Methodistische theoloog die lesgeeft aan de Duke Divinity School.
Lanier's gedicht "The Marshes of Glynn" ("De Moerassen van Glynn") is de inspiratiebron voor de gelijknamige cantata geschreven door de Engelse componist Andrew Downes ter ere van de koninklijke opening in 1986 van de Adrian Boult Hall in Birmingham, Groot-Brittannië.
Piers Anthony verwerkte Lanier's leven en gedichten in zijn sciencefictionroman "Macroscope" (1969). Hij verwerkte hierin citaten uit "The Marshes of Glynn". Daarnaast zijn er talloze andere verwijzingen naar het leven en werken van Lanier te vinden in dit boek.
Verscheidene plaatsen, gebouwen, instituten en andersoortige dingen zijn naar Sidney Lanier vernoemd:

### Bewoonde gebieden
- Lanier Heights, een buurt in Washington, D.C.
- Lanier County, Georgia

### Meren
- Lake Lanier, een meer dat gevormd is door het afdammen van de Chattahoocheerivier. Deze rivier was het onderwerp van een van de gedichten van Lanier. Het ligt ten noordoosten van Atlanta en het valt onder de verantwoordelijkheid van het United States Army Corps of Engineers.
- Lake Lanier in Tryon, North Carolina

### Scholen
- Sidney Lanier High School in Montgomery, Alabama
- Sidney Lanier School in Gainesville, Florida[10]
- Lanier-universiteit, een voormalige universiteit in Atlanta, die eerst een Baptistische signatuur had en later door de Ku Klux Klan werd bestuurd.
- Het Sidney Lanier Building (voorheen de Sidney Lanier Elementary School), gelegen op de campus van de Glynn Academy in Brunswick, Georgia
- Lanier Middle School in Buford, Georgia
- Lanier Elementary School in Gainesville Georgia[11]
- Sidney Lanier Elementary School in Tulsa, Oklahoma
- Sidney Lanier High School in Austin, Texas[12]
- Sidney Lanier Expressive Arts Vanguard Elementary School in Dallas, Texas
- Lanier Middle School in Houston, Texas
- Lanier High School in San Antonio, Texas
- Lanier Middle School in Fairfax, Virginia[13]
- Sidney Lanier Elementary School in Tampa, Florida
- Lanier Technical College in Oakwood, Georgia

### Overig
- Sidney Lanier Cottage, de geboorteplaats van Lanier, in Macon, Georgia
- Sidney Lanier Bridge, over de South Brunswick River in Brunswick, Georgia
- Lanier's Oak in Brunswick, Georgia
- The Lanier Library, Tryon, North Carolina. Lanier's weduwe, Mary, schonk twee delen van Lanier's werk aan de bibliotheek toen deze gesticht werd in 1890.
- Sidney Lanier Camp, Eliot, Maine
- Sidney Lanier Boulevard in Duluth, Georgia